# 低炭素社会実行計画
低炭素社会実行計画（ていたんそしゃかいじっこうけいかく）は、温室効果ガスの削減を目的とした、日本の経済界による自主的取組みの計画の総称である。特に、日本経済団体連合会（経団連）およびその傘下の業界団体が策定し、2020年を目標年次とする「経団連低炭素社会実行計画」、および2030年を目標年次とする「経団連低炭素社会実行計画（フェーズII）」を指すことが多い。

## 概要
日本国内における、最新技術の導入などを行い、二酸化炭素の削減をめざし、地球温暖化防止に貢献する取組みである。海外においても、地球温暖化防止に向けた取り組みを支援することしている。
低炭素社会実行計画は、政府が2016年に閣議決定した「地球温暖化対策計画」において温室効果ガスの排出削減策の一つとして位置づけられている。産業界の各業種は低炭素社会実行計画を策定し、政府はこの計画及び進捗について関係審議会等による厳格かつ定期的な評価・検証を実施することとされている。
2018年度は、経団連加盟62団体・企業、非加盟53団体・企業が低炭素社会実行計画を策定した
。
経団連低炭素社会実行計画においては、国内の事業活動から排出される二酸化炭素の2020年及び2030年における削減目標の設定、消費者・顧客を含めた主体間の連携の強化、途上国への技術移転など国際貢献の推進、革新的技術の開発の4点から、主体的に取組む内容をメニュー化し、PDCAサイクルを基本として運用を行っている。